# 太平鼓
太平鼓，是一种中国民间乐器，主要流行于北方地区。太平鼓的主要艺术表演形式为太平鼓舞，有时也被简称为太平鼓。

## 起源
关于太平鼓的起源，有多种说法。
新华网曾发文称，兰州市永登县乐山坪出土的新石器时代马家窑类彩陶鼓，是太平鼓的雏形，而《玉海》上记载的：“羯鼓如漆桶，两头具可击”，就是早期的太平鼓。
曹燕柳在《太平鼓正源》一文中认为太平鼓一词产生于北宋年间，改名自讶鼓：北宋神宗熙宁年间（1072年），主将王韶在今甘肃省兰州市附近的边防地区所创作了讶鼓，宋徽宗政和三年（1113年）官令禁止，民间遂将其改名为太平鼓，流传至今。但林绍权在《讶鼓，非太平鼓之源》一文中驳斥了“太平鼓改名自讶鼓”这一说法。

## 历史
明代起，太平鼓在北京流传，明人刘侗和于奕正在《帝京景物略》中有记载：“ 童子挝鼓，傍夕向晓，曰太平鼓 ” 。清人李声振在《百戏竹枝词》中有记载：“太平鼓，形圆平，覆以高丽纸，下垂十余铁环。

## 分类
有学者认为，太平鼓大体可以分为两类。一类是河北、内蒙古、东北、安徽等地的太平鼓，是一种手持型单面鼓，有呈桃形、扁圆形、团扇形等，体积较小；另一类是兰州太平鼓，是一种肩被型双面鼓。两者在击打动作和阵形编排上也是很大不同，相互之间很难建立必然的渊源关系。

## 保护
| 名称       | 名录                                         | 备注         |
| ---------- | -------------------------------------------- | ------------ |
| 兰州太平鼓 | 中国第一批国家级非物质文化遗产代表作名录     | [ 9 ]        |
| 京西太平鼓 | 中国第一批国家级非物质文化遗产代表性项目名录 | [ 6 ] [ 10 ] |
| 辽西太平鼓 | 中国第五批国家级非物质文化遗产名录           | [ 11 ]       |
| 抚宁太平鼓 | 河北省第一批省级非遗保护项目                 | [ 12 ]       |